# III. Szvjatoszláv kijevi nagyfejedelem
III. Szvjatoszláv Vszevolodovics (oroszul: Святослав III Всеволодович), (kb. 1123 – 1194. július 24.) kijevi nagyfejedelem 1173-ban, 1176-tól 1181-ig és 1181-től haláláig.

## Ifjúsága
Szvjatoszláv II. Vszevolod nagyfejedelem és felesége, Agafja (I. Msztyiszláv lánya) legidősebb fia volt.
Az 1140-es és 50-es évek kijevi belháborújában előbb II. Izjaszlávot támogatta Jurij Dolgorukij ellenében, majd III. Izjaszlávot az ellene harcoló csernyigovi Szvjatoszláv Olgovics ellen. Utóbbi 1161-ben meghalt és birtokaiból Csernyigovot Szvjatoszláv, Novgorod Szeverszkijt pedig unokatestvére, Oleg örökölte.
Szvjatoszláv azon hercegek közé tartozott, akik nem támogatták Andrej Bogoljubszkij 1169-es hadjáratát Kijev ellen. Andrej halála után szmolenszki segítséggel II. Jaroszláv ült a nagyfejedelmi trónra, aki korábban Szvjatoszláv támogatásáért cserébe birtokokat ígért neki, ám ezt nem teljesítette. Szvjatoszláv ezért 1173-ban meglepetésszerűen Kijev ellen vonult és a nagyfejedelem családját hátrahagyva Volhíniába menekült. Szvjatoszláv azonban csak rövid ideig tartotta megszállva Kijevet, mert Oleg unokatestvére, Novgorod Szeverszkij hercege otthoni birtokait fenyegette.    

## Nagyfejedelemsége
1176-ban a kunok súlyos vereséget mértek egy orosz seregre, melyet az akkori nagyfejedelem, a szmolenszki Rosztyiszlavicsokhoz tartozó I. Roman öccsei, David és Rurik vezettek. Szvjatoszláv követelte, hogy a szerinte vereségért felelős Davidtól kobozzák el birtokait. Roman ezt megtagadta, de cserébe kénytelen volt lemondani a nagyfejedelmi címről, amit Szvjatoszláv kapott meg. Kijev városát azonban megtartotta; emiatt a csernyigoviak megostromolták a város melletti belgorodi nagyfejedelmi rezidenciát, de nem jártak sikerrel. 

## Az északi hadjárat
1180-ban Vszevolod vlagyimiri nagyfejedelem Szvjatoszláv vejére, a rjazanyi Romanra támadt azzal az ürüggyel, hogy annak öccseinek jogait védelmezi. Szvjatoszláv egyik fiát, Glebet küldte egy sereg élén a rjazanyiak segítségére, de Vszevolod nem félt szembeszállni vele, csapatait megverte, Glebet pedig foglyul ejtette. Ugyanebben az évben kiélesedett Szvjatoszláv és a Rosztyiszlavicsok harca; a Dnyepernél Daviddal csapott össze, utána pedig, amikor visszavonult Csernyigovba, hogy összegyűjtse katonáit, Rurik fészkelte be magát Kijevbe. 1180 júniusában meghalt a szmolenszki Roman Rosztyiszlavics és helyét David öccse foglalta el. Ugyanebben a hónapban Novgorod hercege is elhunyt, és a városba Szvjatoszláv saját Vlagyimir fiát ültette.
Szvjatoszláv összegyűjtött seregeivel és kun zsoldosokkal északkeletnek, a Vlagyimiri Nagyfejedelemség ellen indult. Csernyigovot öccse gondjaira bízta, arra az esetre, ha Rurik kitámadna Kijevből. A csernyigoviak és vlagyimiriek a Vlena folyónál találkoztak, ahol mindketten védekező helyzetet vettek fel és bár kisebb csetepatékra sor került, a döntő csata elmaradt.
Szvjatoszláv 1181 tavaszán visszaindult, útközben felégette Dmitrov városát, majd ostrom alá vette Druckot, amit a szmolenszki David védett. Davidnak azonban sikerült megszöknie, ezért a csernyigoviak felhagytak az ostrommal és dél felé haladva visszafoglalták Kijevet. Rurik visszavonult, de a kunok segítségével újból betört a Dnyeper vidékére és végül kiegyezett Szvjatoszlávval: elismerte őt nagyfejedelemnek, és Kijev város birtokosának, a Kijevhez tartozó birtokok viszont az ő fennhatósága alatt maradtak. Szvjatoszláv a Vlagyimiri Nagyfejedelemséggel is kiegyezett, Novgorodért cserébe békét kötöttek.  

## Későbbi uralkodása
1184 tavaszán az oroszok a Horol folyónál legyőzték a kun Kobjak kánt és őt magát is foglyul ejtették. Szvjatoszláv ezután az Oka folyóhoz vonult összegyűjteni seregeit egy döntő csapáshoz és eközben a novgorod-szeverszki fejedelem önállóan indult a nomádok ellen. Kezdeti sikerek után katasztrofális vereséget szenvedett és a kunok fogságba vetették. Szvjatoszláv a fősereggel kiűzte a Dnyeper vidékéről a kunokat és felszabadította az ostromlott Perejaszlavlt. 1187-ben újabb hadjáratot szervezett a déli sztyeppékre, de a kunok kitértek előle.
1187-ben meghalt a halicsi fejedelem és az utódlásba beavatkozott III. Béla magyar király is. A magyarok megszállták Halicsot, ám nem az általuk formálisan támogatott trónkövetelőt, Vlagyimir Jaroszlavicsot tették meg fejedelemnek, hanem Béla fiát, András herceget. Szvjatoszláv felajánlotta Ruriknak, hogy közösen foglalják el Ruriknak a halicsi hercegséget, cserébe a kijevi földekért, de az visszautasította a felvetést. Végül a halicsiak felkelése elűzte Andrást és Vlagyimir Jaroszlavics német és lengyel segítséggel vette vissza korábbi trónját Halicsban.
Szvjatoszláv 1194. július 24-én halt meg. Halála után az orosz hercegek két pártja, a Rosztyiszlavicsok és Olgovicsok vetélkedtek a nagyfejedelmi méltóságért. 

## Családja
Szvjatoszláv 1143-ban vette feleségül Mariját, Vaszilko Szvjatoszlavics polocki fejedelem lányát. Gyermekeik:
- Oleg (†1204)
- Vszevolod (†1215) – kijevi nagyfejedelem
- Vlagyimir (†1201) – novgorodi fejedelem
- Gleb (†1217) – csernyigovi fejedelem
- Msztyiszláv (1223-ban megölték) – csernyigovi fejedelem
- leány – Roman Glebovics rjazanyi fejedelem felesége
- Boleszlava – Vlagyimir Jaroszlavics halicsi fejedelem felesége. Jurij Szbitnyev orosz író szerint ő volt az Igor-ének szerzője
- leány – Msztyiszláv Vlagyimirivics dorogobuzsi részfejedelem felesége

## Fordítás
- Ez a szócikk részben vagy egészben  a(z)   Святослав Всеволодович (князь киевский) című orosz Wikipédia-szócikk fordításán alapul.  Az eredeti cikk szerkesztőit annak laptörténete sorolja fel. Ez a jelzés csupán a megfogalmazás eredetét és a szerzői jogokat jelzi, nem szolgál a cikkben szereplő információk forrásmegjelöléseként.